# Desaparecidos

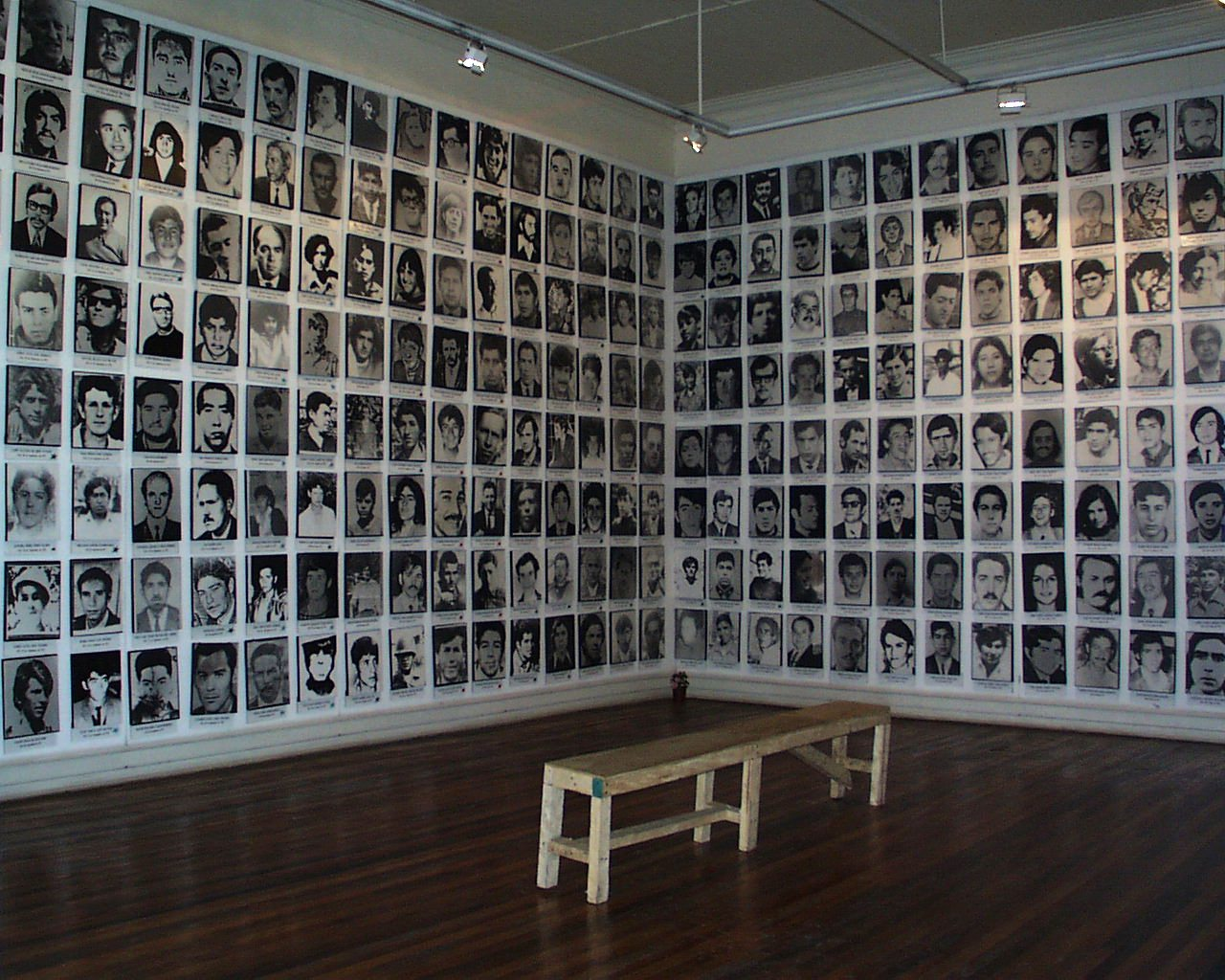
Zdjęcia osób, które zaginęły po puczu w Chile z 1973 r.

Desaparecidos (hiszp. „zniknięci”) – osoby zaginione w Ameryce Łacińskiej, w zdecydowanej większości ofiary prześladowań politycznych w czasach rządów wojskowych w Chile (dyktatura Augusto Pinocheta) i Argentynie (tzw. brudna wojna), których los jest nieznany.

## W Argentynie

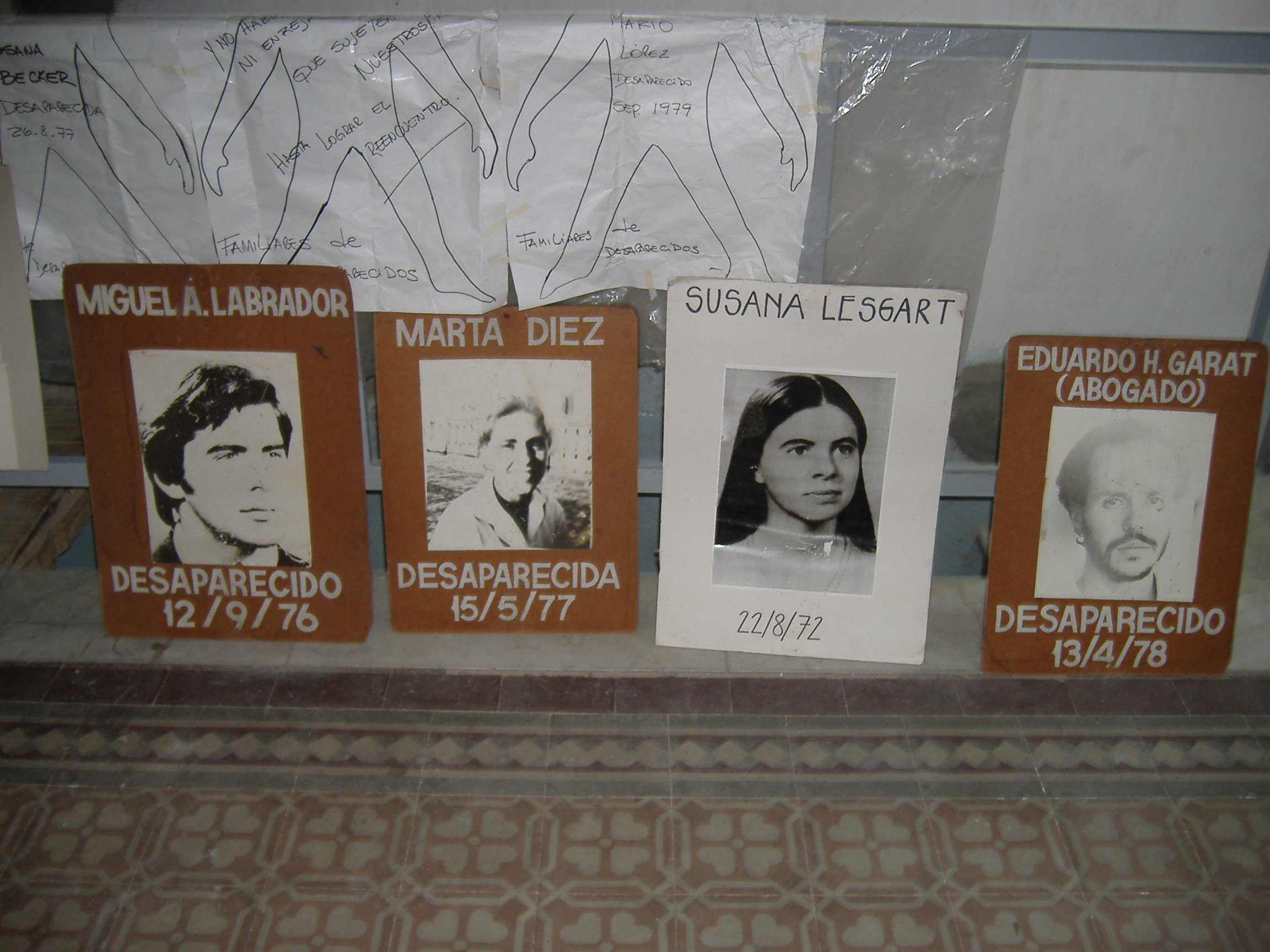
Zdjęcia niektórych zaginionych osób z Argentyny przetrzymywanych w tajnych ośrodkach zatrzymań.

Argentyńscy desaparecidos byli zrzucani z samolotów lub helikopterów do Atlantyku lub mordowani podczas tortur w tajnych ośrodkach. Dyktator Jorge Videla przyznał, że argentyńscy desaparecidos zginęli, lecz fałszywie twierdził, że ich „ciała spłonęły w ogniu w czasie starć zbrojnych” lub zostali "zabici przez innych wywrotowców".

### Matki i Babcie z Plaza de Mayo

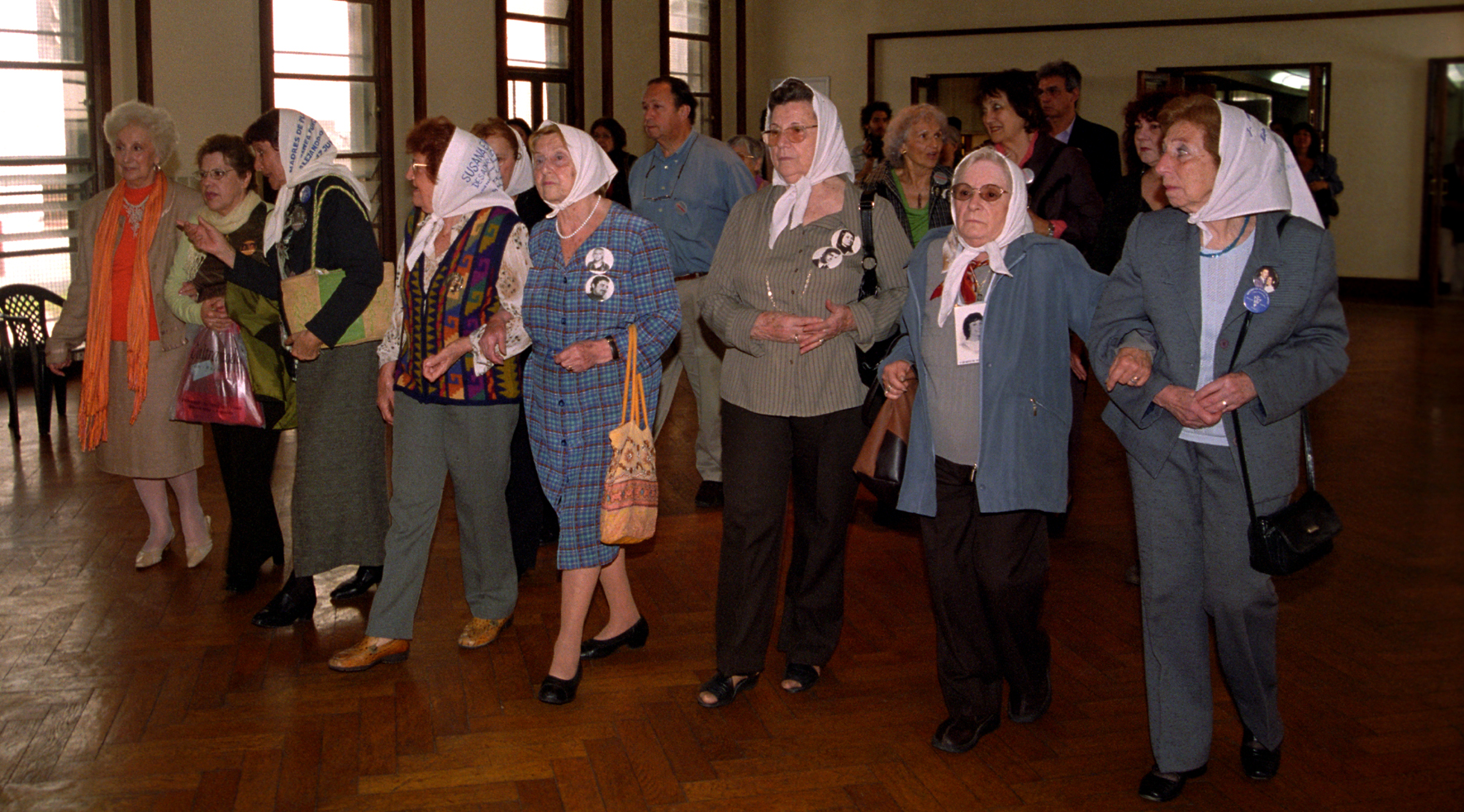
Matki i Babcie z Plaza de Mayo

W wielu krajach działają zrzeszenia osób, które utraciły swoich bliskich podczas władzy junt, i które obecnie próbują ich odnaleźć. Do takich organizacji należą Matki i Babcie z Plaza de Mayo w Argentynie, które szukają m.in. dzieci zaginionych podczas tzw. „nocy ołówków” 16 września 1976 roku.